# Gerichtsbezirk Großarl
Der Gerichtsbezirk Großarl war ein dem Bezirksgericht Großarl unterstehender Gerichtsbezirk im Bundesland Salzburg. Der Gerichtsbezirk umfasste den südöstlichen Teil des Bezirks St. Johann im Pongau.

## Geschichte
Der Gerichtsbezirk Großarl wurde gemeinsam mit 22 anderen Gerichtsbezirken in Salzburg durch einen Erlass des k.k. Oberlandesgerichtes Linz am 4. Juli 1850 geschaffen und umfasste ursprünglich die neun Steuergemeinden Au, Bach, Dorfgroßarl, Eben, Hüttschlag, Karteis, Schied, See und Unterberg.
Die Einteilung der Bezirke in Salzburg wurde jedoch bereits 1854 geändert, wobei die Gerichtsbezirke Goldegg und Großarl aufgelöst wurden.
Die Gemeinden des ehemaligen Gerichtsbezirks Großarl wurden in der Folge Teil des Gerichtsbezirks Sankt Johann im Pongau.

## Gerichtssprengel
Der Gerichtsbezirk Großarl umfasste vor der Auflösung das Gebiet der heutigen Gemeinden Großarl und Hüttschlag.